# نادي كولين لكرة السلة
نادي كولين لكرة السلة (بالتشيكية: BC UNIKOL Kolín)‏ هو فريق كرة سلة تشيكي للمحترفين تأسس في سنة 1940 يقع مقره في كولين. يلعب في الدوري التشيكي الوطني لكرة السلة.

## وصلات خارجية
- الموقع الرسمي